# Dasarahalli
Dasarahalli är en underdistriktshuvudort i Indien.   Den ligger i distriktet Bangalore Rural och delstaten Karnataka, i den södra delen av landet, 1 700 km söder om huvudstaden New Delhi. Dasarahalli ligger 877 meter över havet och antalet invånare är 263 636.
Terrängen runt Dasarahalli är platt. Runt Dasarahalli är det tätbefolkat, med 442 invånare per kvadratkilometer. Dasarahalli är det största samhället i trakten. Trakten runt Dasarahalli består till största delen av jordbruksmark.